# El rapte de Prosèrpina
El rapte de Prosèrpina és una escultura barroca de 295 cm d’alçada creada per Gian Lorenzo Bernini (Nàpols, 1598 – Roma, 1680) entre 1621 i 1622. L’obra va ser un encàrrec de Scipione Borghese (arquebisbe de Bolonya) com a regal per al Cardenal Ludovico Ludovisi.
Aquesta escultura de marbre de Carrara és una representació del mite romà que explica l’inici de les estacions, present a la Metamorfosi d'Ovidi i a El rapte de Prosèrpina (Llatí: De raptu Proserpinae) de Claudià.
Actualment es troba a la Galleria Borghese, Roma.

## Història

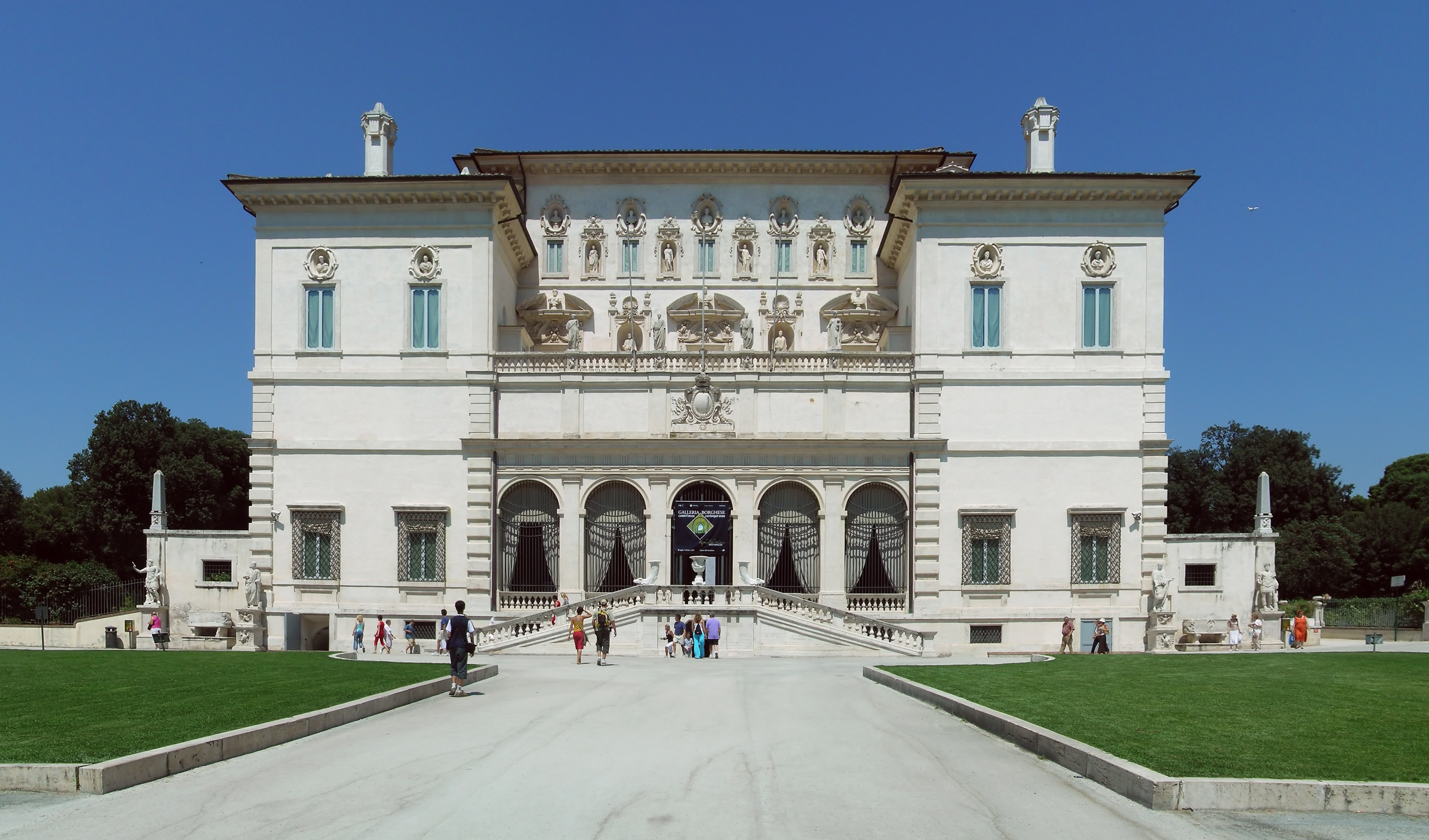
Galleria Borghese.

L’obra va ser encarregada per Scipione Borghese (un dels habituals mecenes de la juventud de l’autor), qui li va regalar al Cardenal Ludovico Ludovisi perquè decorés la seva vila. Bernini la va realitzar entre els anys 1621 i 1622.
L'escultura no es va moure de la vila Ludovisi fins a l’any 1908, quan va passar a ser propietat de l'Estat Italià i va ser transportada a la Galleria Borghese.

## Mite
Quan els tres fills de Cronos es van dividir l’univers, a Plutó li va tocar el regne subterrani, convertint-se en el sinistre Rei dels Morts. El seu nom feia por i la seva justícia feia tremolar als homes. Sempre ocupat en rebre les ànimes que Mercuri conduïa fins a la seva porta, només va pujar una vegada a la superfície de la Terra, i va ser el dia que va voler que al seu tron sense llum hi hagués també una reina.
La preciosa nimfa Prosèrpina (filla de Ceres i Júpiter) es trobava amb les seves germanes a una pradera de violetes. De cop i volta, del volcà Etna va aparèixer l'enorme carruatge de Plutó tirat per quatre cavalls negres. El déu dels morts va saltar del carro i va atrapar per la força a la nimfa, la va pujar al carruatge i va fer avançar veloçment l'esquadra cap al regne dels inferns. Abans de desaparèixer, Prosèrpina va llançar un crit de terror que va ser escoltat per la seva mare, que va córrer a la Terra per ajudar-la. Durant nou dies i nou nits Ceres va recórrer inútilment valls i muntanyes sense trobar a la seva filla enlloc.
Diana i Apol·lo van descobrir que Prosèrpina estava al regne dels morts i li van comunicar a la seva mare. Ella, trencada pel dolor, va aïllar-se en una solitària cabanya prop d'Eleusis. Immediatament, les llavors van deixar de germinar, els arbres van deixar de donar fruits i els camps es van tornar estèrils.
Júpiter, preocupat, va enviar Iris perquè convencés a Ceres que havia de tornar (amb la seva presència) a fecundar la Terra. Tot i així, la deessa va assegurar que la Terra no donaria ni una espiga fins que no tornés a veure la seva filla. El déu dels déus no va tenir més remei que conjurar a Plutó perquè accedís que Prosèrpina passés la meitat de l’any a la Terra amb la seva mare. El déu de l’inframón va accedir i la nimfa va retrobar-se amb la seva mare. Immediatament, tota la terra va tornar a treure flors i els arbres van tornar a donar fruits.
Des d’aleshores, tots els anys Prosèrpina passa mig any al Tàrtar amb Plutó (durant la tardor i hivern) i mig a la Terra amb Ceres (durant la primavera i l'estiu).

## Context artístic: el barroc
El barroc comença amb la contrareforma a Roma durant la segona meitat del segle XVI; per aquesta raó, els països que l'expressen amb més plenitud són els catòlics. El que busca l'art catòlic en aquest moment és commoure, emocionar i despertar el sentiment més elevat: el religiós, l’amor a Déu.
En aquesta època, l’art intenta persuadir; es torna dinàmic, imaginatiu, sensual, ple de riquesa. Deixa de ser didàctic i de representar la realitat d’una manera objectiva i racional. Per culpa de les crisis econòmiques i plagues de pesta, el barroc és una època de decadència social a la major part d'Europa. A causa d’aquesta necessitat social d’allunyar-se de la realitat, l’art intenta motivar i emocionar a la societat.
Als països catòlics l’art barroc busca exaltar els sentiments i les passions; als protestants, a causa de la gran presència burgesa es desenvolupa un gust per lo quotidià; les monarquies troben que és un mitjà per enfortir-les, ja que és una manera de mostrar el seu poder.

### L'escultura barroca
L'escultura barroca no intenta explicar o descriure una història, sinó fer-nos-la sentir. Gran part de les seves obres estan basades en el naturalisme realista (l’artista no interpreta, copia). Com el Renaixement era un art racional que utilitzava l'ethos, el barroc és un art que busca emocionar, caracteritzat per utilitzar el pathos.
Les escultures comencen a ser molt realistes i sovint tenen expressions facials molt exagerades i detallades. S'utilitzen les línies obertes, creant diagonals on les extremitats s'obren a l'espai que les envolta. S'abandona la simetria i es comencen a utilitzar els escorços. Els vestits dels personatges sembla que tinguin moviment i es fan grans contrastos de llum amb ombra. Per emocionar l'espectador, els artistes representen moments amb la major tensió possible. Les escultures barroques es caracteritzen per ser dinàmiques: tenir molt moviment i un caràcter teatral i dramàtic.
Els temes més utilitzats són els religiosos, els mitològics i els retrats. Les obres basades en mites majoritàriament s'utilitzen per decorar palaus i jardins i places de les ciutats. Dins els temes religiosos, el que més destaca són els martiris i els èxtasis.
Els materials que s'utilitzen són el marbre policrom i el bronze daurat.

### Característiques de Bernini
Bernini és un dels artistes més representatius de l'època barroca. Les seves obres es caracteritzen pel seu caràcter expressiu, la seva capacitat per transmetre sentiments per mitjà de la gesticulació del rostre i del cos (especialment dels braços i mans) i per la força i impuls naturalistes. Sovint les escenes que representen les seves obres són el moment de major intensitat dramàtica d’una història i contenen abundants recursos teatrals. L’artista té una tendència a representar moviment i dinamisme en les seves figures. Es caracteritza per utilitzar de manera regular els jocs de contrast entre llum i ombra, ja que donen més realisme a les escultures.
Bernini va crear el que s'anomena «figura serpentinata», que consisteix en la captació del cos humà realitzant un moviment espiral.
Com la majoria d’escultors de l’època, gran part de les seves obres estan esculpides en marbre.

## Anàlisi formal

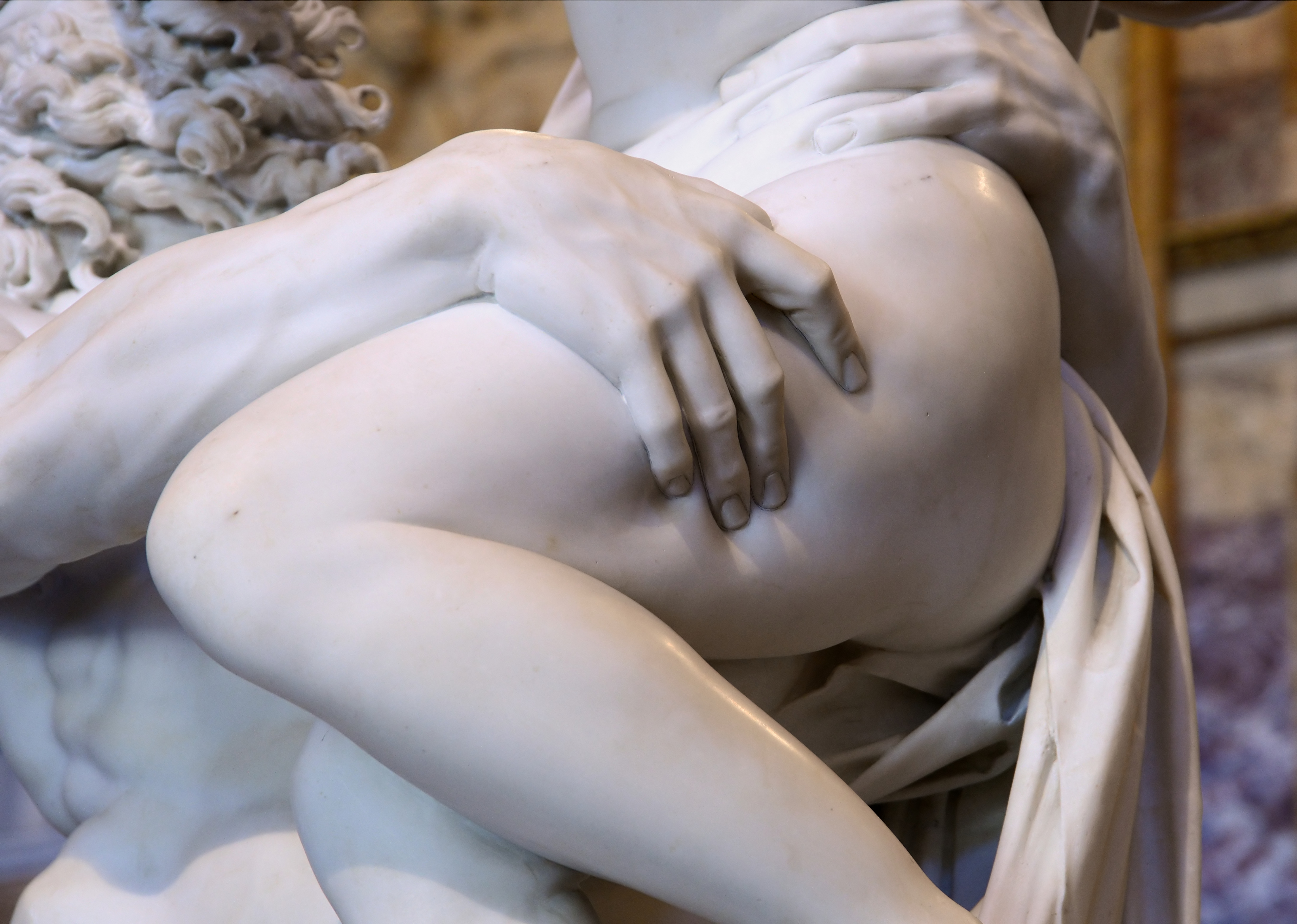
Detall de l'escultura.

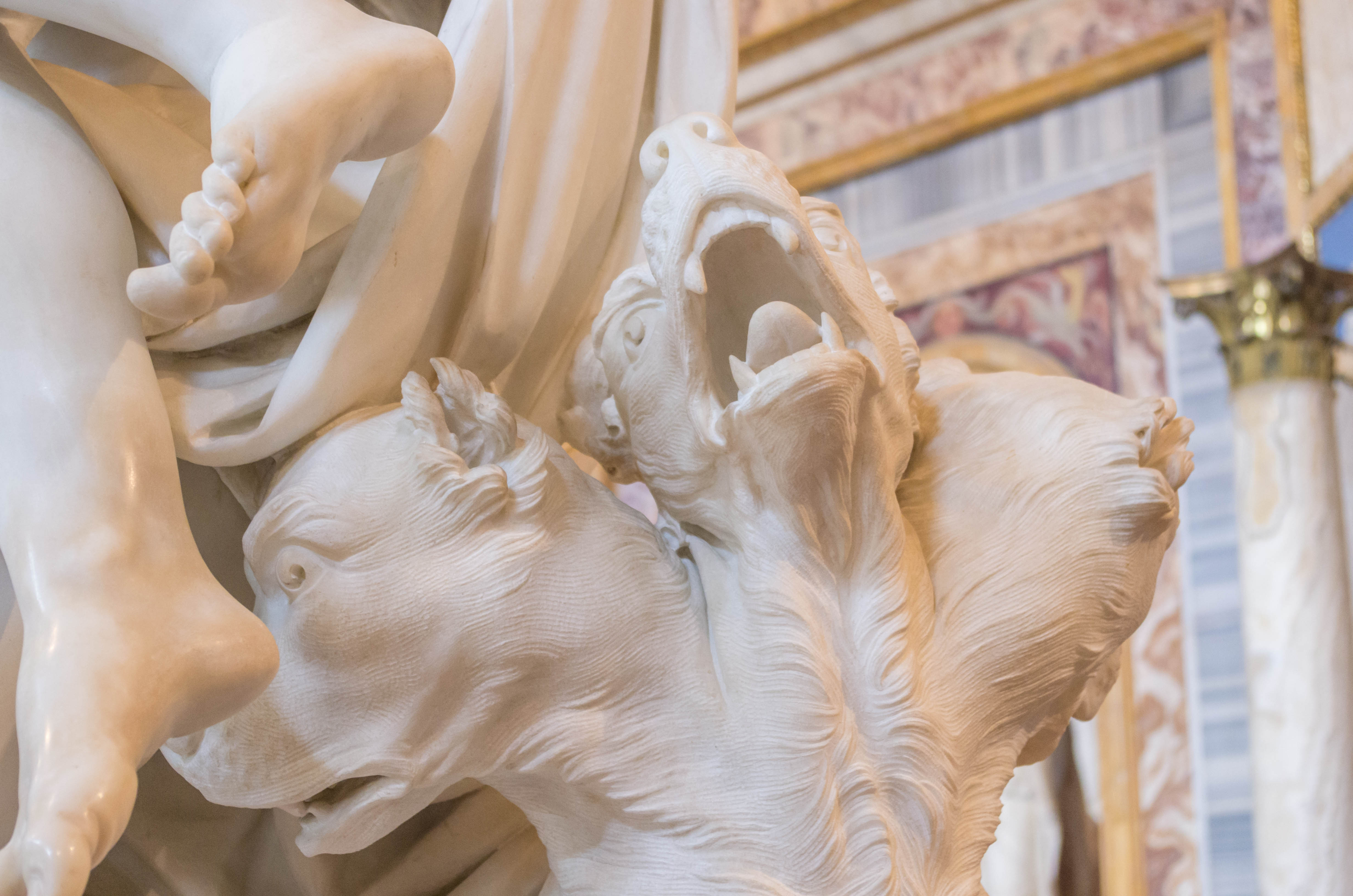
El gos Cèrber.

L'escultura representa el moment exacte en què Plutó rapta a Prosèrpina. És un grup escultòric on apareixen Plutó (amb ceptre i corona) raptant a Prosèrpina i el gos Cèrber, el guardià de les portes del Tàrtar.
La textura de la superfície és llisa i polida exceptuant la tela i el cabell dels dos personatges. Hi ha una contraposició entre Plutó (dona la sensació de duresa i llisor a causa de la tensió dels seus músculs) i Prosèrpina, la qual té detalls que li donen una aparença tova i mòrbida, suavitzant el seu cos. El cos del déu és musculat, semblant a les escultures hel·lenístiques; el de la nimfa, en canvi, és fràgil, delicat i sensual, més clàssic.
A causa de l'especial atenció als detalls i les postures rebuscades, es considera una obra manierista. El resultat de què Bernini tingués llibertat artística i un domini de la tècnica extraordinari és una expressió única a la cara de Prosèrpina i la utilització del marbre com si fos pell. S'observa una gran tensió entre els dos cossos, ja que Plutó s'intenta apropar a Prosèrpina mentre que ella intenta allunyar-se. Es pot veure com la nimfa estira el braç cap al rostre de Plutó i com aquest es tira enrere oposant resistència. El rostre de Prosèrpina expressa angoixa mentre que el de Plutó demostra que se sent bojament atret per la nimfa i intenta posseir-la. Es pot observar com els dits de Plutó s'enfonsen en la cuixa de la nimfa i com aquesta última plora de desesperació. El fet que el gos Cèrber estigui bordant aporta cert misteri a l’obra; que els cabells i la tela semblin moguts per l’aire li dona més realisme.
Tot i semblar frontal l'escultura es pot observar des de qualsevol angle, obtenint diferents detalls depenent de la posició de l'espectador. Està feta de manera que la llum crea clarobscurs entre els plecs de la roba i les torsions anatòmiques, donant més realisme a l’obra. Està formada per línies corbes i composicions diagonals i té una asimetria i un desequilibri molt clars.

## Altres representacions de "El rapte de Prosèrpina"

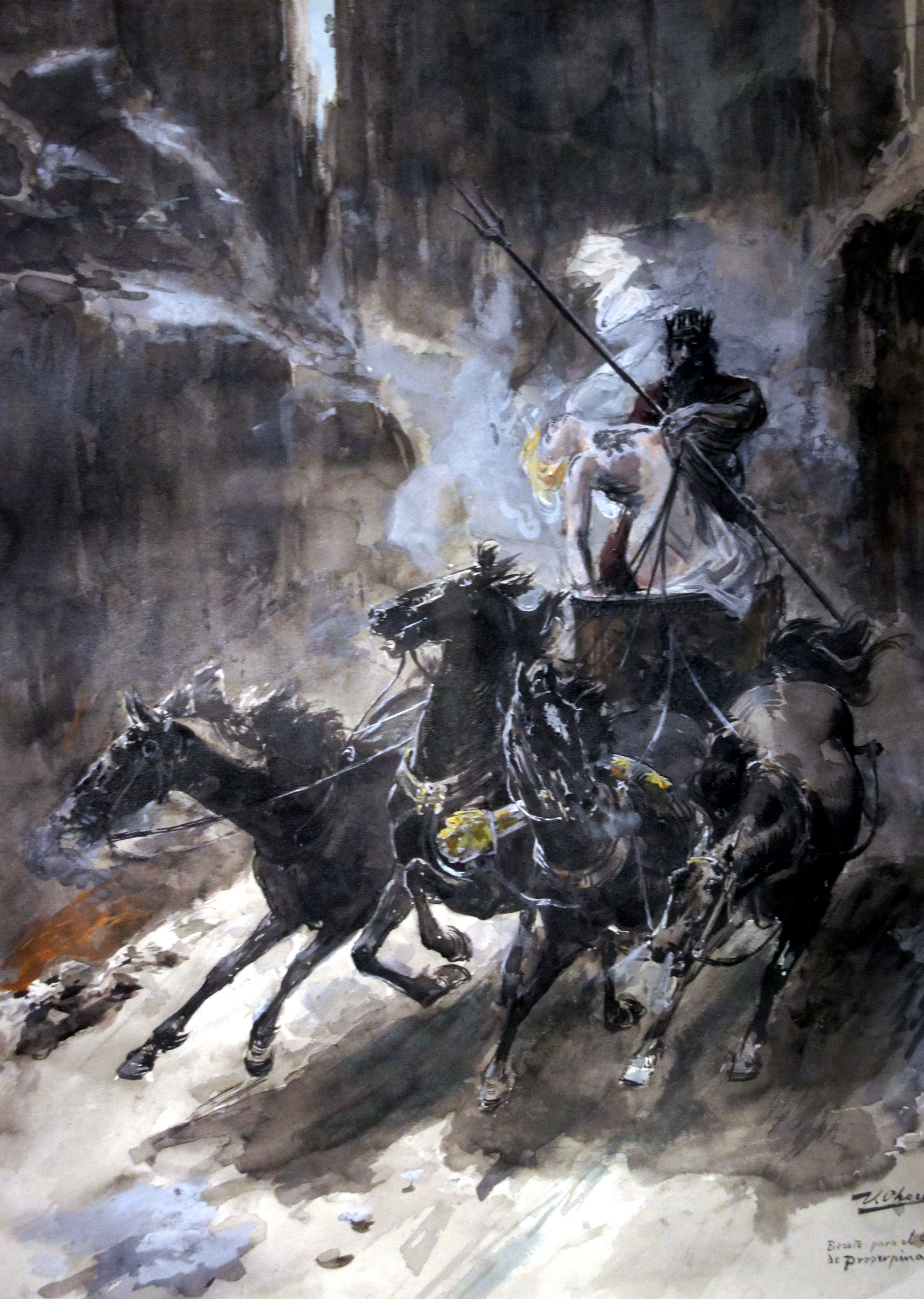
El rapte de Prosèrpina d'Ulpiano Checa (1888).

### Escultura
- Vincenzo de’ Rossi – (1565)
- Anònim – (ca. 1800)

### Pintura
- Albrecht Dürer – (1516)
- Niccolò dell’ Abbate – (1570), Museu del Louvre, París, França.
- Christoph Schwarz – (1573), The Fitzwilliam Museum, Cambridge, Anglaterra.
- Hans von Aachen – (1587), Brukenthal National Museum, Sibiu, Romania.
- Joseph Heintz the Elder – (1595), Gemäldegalerie, Berlin, Alemanya.
- Rembrandt Harmenszoon van Rijn – (1631), Gemäldegalerie, Berlin, Alemanya.
- Peter Paul Rubens – (1636-1637), Museu del Prado, Madrid, Espanya.
- Luca Giordano – (1684-1686), Palazzo Medici-Riccardi, Florència, Itàlia.
- Jean-Francois de Troy – (1735), The State Hermitage Museum, Sant Petersburg, Rússia.
- Ulpiano Checa – (1888), Museu Ulpiano Checa, Madrid, Espanya.[8]